# 5e division de cavalerie (armée indienne britannique)
Pour les articles homonymes, voir 5e division de cavalerie.
La 5e division de cavalerie de l'Armée indienne britannique fut formée en juillet 1918, pendant la Première Guerre mondiale. Elle fut dissoute en 1920.